# Dereveankî, Șarhorod
Dereveankî (în ucraineană Дерев`янки) este un sat în comuna Hîbalivka din raionul Șarhorod, regiunea Vinnița, Ucraina.

## Demografie
Componența lingvistică a localității Dereveankî
     Ucraineană (99,43%)
     Alte limbi (0,57%)
Conform recensământului din 2001, majoritatea populației localității Dereveankî era vorbitoare de ucraineană (99,43%), existând în minoritate și vorbitori de alte limbi.